# Water Tower Place
Water Tower Place – wieżowiec w Chicago, w Stanach Zjednoczonych, o wysokości 262 m. Budynek został otwarty w 1975, posiada 74 kondygnacje.